# Associazione Calcio Sansovino

Logo AC Sansovino

L’Associazione Calcio Sansovino est un club de football italien, fondé en 1979. Il est basé dans la commune de Monte San Savino, dans la province d'Arezzo, en Toscane.

## Historique
L'AC Sansovino a gagné la Coupe d'Italie de Serie D en 2002/2003.